# Перица Бундало
Перица Бундало (Козарска Дубица, 23. јул 1958) српски је политичар, и функционер Партије демократског прогреса.

## Биографија
Др Перица Бундало рођен је 1958. године у Козарској Дубици, гдје је завршио основну школу и гимназију. На правном факултету у Бањалуци дипломирао је 1981. године, као први у генерацији. Магистрирао 1991. године, а докторирао 2003. и 2014. године те стекао звање доктора политичких и доктора правних наука.
Радио је као правник у привреди, секретар Скупштине општине и у више приватних предузећа. Био је предсједник СО у два мандата, обављао функцију министра у Влади РС, народног посланика у Народној скупштини Републике Српске и делегата у Вијећу народа Републике Српске.
Био је професор универзитета, објавио више књига и научних радова. Од оснивања ПДП је предсједник Општинског одбора у Козарској Дубици. Тренутно обавља функцију народног посланика 10. сазива Народне скупштине Републике Српске.
Његов син је српски глумац Стефан Бундало.